# Chimaira
A Chimaira amerikai metalcore, groove metal együttes 1998-ban alakult Clevelandben. Nevüket a görög mitológiában szereplő Kiméra nevű lényről kapták.
Pályafutásuk alatt hét stúdióalbumot adtak ki. A Chimaira klasszikus felállásában Mark Hunter énekes, Rob Arnold és Matt DeVries gitárosok, Chris Spicuzza billentyűs, Jim LaMarca basszusgitáros és Andols Herrick dobos vettek részt, legnagyobb sikereiket ebben az összeállításban érték el. A 2011-es The Age of Hell albumon már csak Mark Hunter és Rob Arnold szerepelt, miután a zenekar többi tagja kilépett. A 2013-ban megjelent utolsó Chimaira albumon Hunter mellett új zenészek tűntek fel, de a következő évben ők is magára hagyták az énekest, aki bejelentette a zenekar feloszlását. 2017-ben a klasszikus felállás Andols Herrick dobos kivételével újból összeállt egyetlen koncert erejéig.

## Diszkográfia
Stúdióalbumok
- Pass Out of Existence (2001)
- The Impossibility of Reason (2003)
- Chimaira (2005)
- Resurrection (2007)
- The Infection (2009)
- The Age of Hell (2011)
- Crown  of Phantoms (2013)

## Tagok
Utolsó felállás
- Mark Hunter – ének (1998–2014, 2017)
- Rob Arnold – szólógitár (1998–2011, 2017)
- Matt DeVries – ritmusgitár (2001–2011, 2017)
- Chris Spicuzza – billentyűsök, szintetizátor, programozás, háttérvokál (2000–2011, 2017)
- Jim LaMarca – basszusgitár (2000–2010, 2017)
- Austin D'Amond – dobok (2011–2014, 2017)

Korábbi tagok
- Jason Genaro – dobok (1998)
- Andrew Ermlick – basszusgitár (1998–1999)
- Rob Lesniak – basszusgitár (1999–2000)
- Jason Hager - ritmusgitár (1998-2001)
- Richard Evensand – dobok (2003–2004)
- Kevin Talley – dobok (2004–2006)
- Andols Herrick – dobok (1999–2003, 2006–2011)
- Emil Werstler – szóló- és ritmusgitár (2012–2014), basszusgitár (2010–2011), ritmusgitár (2009)
- Sean Zatorsky – billentyűsök, szintetizátor, programozás, háttérvokál (2011–2014)
- Jeremy Creamer – basszusgitár (2012–2014)
- Matt Szlachta – szóló- és ritmusgitár (2012–2014)